# Andrés Gandarias
Pour les articles homonymes, voir Gandarias.
Gandarias  Albizu est un nom espagnol. Le premier nom de famille, en général paternel, est Gandarias ; le second, en général maternel, souvent omis, est Albizu.
Andrés Gandarias Albizu, né le 24 avril 1943 à Ibarruri dans la commune de Muxika en Biscaye et mort le 27 mai 2018 à Durango (Biscaye), est un coureur cycliste professionnel espagnol.

## Biographie
Andrés Gandarias Albizu commence sa carrière professionnelle en septembre 1967. Il remporte au total quatre victoires individuelles : une victoire d'étape lors du Tour d'Italie 1976, une étape du Tour du Pays basque 1975, une étape du Tour de Cantabrie 1975 ainsi que le classement général de cette épreuve. Il termine cinquième du Tour de France 1969, remporté par Eddy Merckx. Gandarias met fin à sa carrière professionnelle en 1978.
Gandarias évolue au sein des équipes Kas, Werner, De Kova, La Casera, Monteverde, Teka et Novostil durant sa carrière professionnelle.
Il meurt le 27 mai 2018, victime d'une longue maladie.

## Palmarès
- 1963
  - 3e du Tour de Cantabrie
- 1967
  - 3e du Tour de La Rioja
- 1968
  - 2e du Tour du Levant
  - 3e du Trophée Iberduero
  - 3e du GP Navarra
  - 3e du championnat d'Espagne des régions
  - 9e du Tour de France
- 1969
  - 2e du Tour de La Rioja
  - 3e du championnat d'Espagne des régions
  - 5e du Tour de France
- 1970
  - 2e du Gran Premio Nuestra Señora de Oro
  - 3e du Tour du Pays basque
- 1971
  - 2e du championnat d'Espagne sur route
  - 2e du GP Caboalles de Abajo
- 1972
  - 8e de la Semaine catalane
- 1974
  - 3e du championnat d'Espagne des régions
- 1975
  - 2eb étape du Tour du Pays basque
  - Tour de Cantabrie :
    - Classement général
    - 2e étape

  - 3e du championnat d'Espagne des régions
- 1976
  - 19e étape du Tour d'Italie
- 1977
  - 3e de la Clásica de Sabiñánigo

## Résultats sur les grands tours

### Tour de France
6 participations :
- 1968 : 9e
- 1969 : 5e
- 1970 : 20e, 2e du Grand Prix de la montagne
- 1971 : abandon (14e étape)
- 1973 : abandon (14e étape)
- 1977 : 44e

### Tour d'Espagne
6 participations :
- 1968 : 19e
- 1970 : 15e
- 1975 : 26e
- 1976 : 35e
- 1977 : 32e
- 1978 : 16e

### Tour d'Italie
2 participations
- 1971 : 31e
- 1976 : 52e, vainqueur de la 19e étape.